# Станіслав Костка Ґадомський
Станіслав Костка Ґадомський гербу Роля (пол. Stanisław Kostka Gadomski; 1718—1797) — польський шляхтич, військовик та урядник Королівства Польського.

## Життєпис
Батько — Шимон, чесник брацлавський. Мати — Аґата Студзінська.
Поїхав за Лещинським до Лотарингії, де в Нансі пройшов курс у лицарській академії. Після укладення Дрезденського миру повернувся додому, зокрема, до Галичини, де — на подив короля Августа ІІ — став прихильником Потоцьких. Був одним з «клієнтів» коронного гетьмана Юзефа Потоцького зокрема, у 1747 році — його ад'ютантом.
Червоногродський староста з 30 січня 1761. 13 листопада 1762 став генерал-лейтенантом. Ленчицький воєвода (останній). 1786 року був обраний маршалком сейму.
Після з'їзду шляхти для участи в церемонії похоронів Юзефа Потоцького в Залізцях і Станиславові «пізнав» панну Карпінську — сестру майбутнього поета Францішека Карпінського, але не сподобався її побожному батькові. Після цього покинув Станиславів, брав участь у боях проти «фамілії» князів Чорторийських.
За даними С. Уруського, помер у 1797, за даними Вельондка — мав сина Томаша, ґостинського ловчого.